# EITB
エウスカル・イラティ・テレビスタ（バスク語: Euskal Irrati Telebista、バスク・ラジオ＝テレビ）は、スペイン・バスク自治州の公共放送。略称はEITB。主要なブランドにエウスカル・テレビスタ（Euskal Telebista、バスク・テレビ, 略称はETB）がある。
EITBは5チャンネルのテレビ局と5チャンネルのラジオ局を持つ、バスク自治州最大のメディアグループである。テレビチャンネルはナバーラ州でも放送され、近隣のブルゴス県（カスティーリャ・イ・レオン州）、カンタブリア州、ウエスカ県とサラゴサ県（アラゴン州）、ラ・リオハ州、フランスのピレネー＝アトランティック県でも信号を得ることができる。1982年から放送を続けており、今日では100万人/日以上が視聴している。EITBの放送の大半は地元のニュースや娯楽番組である。EITBグループには5チャンネルを持つラジオ局もあり、30万人/日以上の聴取者がいる。

## 歴史
1982年5月20日、バスク自治州議会は全会一致でEITB設立に関する法律を承認し、11月23日にはラジオ局が放送を開始した。12月31日深夜、バスク自治州政府首班（レンダカリ）のカルロス・ガライコエチェアによる発表でテレビ局の放送(ETB 1)がバスク地方の世帯に達し、1983年2月16日に番組が正式化されたが、当時はバスク語単独での放送であり、イウレタにあるETBセンターで働いていたのはわずか30人だった。1986年5月31日にはETB 2がスペイン語での放送を開始し、その後さらに2つの国際チャンネルが増加した。
Sogecable とEITBが合意に達した2001年5月以降、ヨーロッパの8,700万世帯がアストラ衛星からETB Satを受信することができる。EITBの第4のチャンネルであるカナル・バスコは、明確にアメリカ大陸を対象とした媒体であり、アメリカ大陸のDTHやケーブル会社を通じて視聴者に達する。地上デジタルテレビ放送の実装に続き、バスク自治州政府はEITBに対して新たなデジタルテレビチャンネルの設立を許可した。まずETB 3は2008年10月に放送を開始し、子どもや若者に対してバスク語の番組を提供した。次にETB 4は二言語によるニュースチャンネルとしての放送が計画されたが、後にスポーツチャンネルに変更された。

## チャンネル

### テレビ
- ETB 1 – バスク語による一般向けチャンネル
- ETB 2 – スペイン語による一般向けチャンネル
- ETB 3 - バスク語による若者向けチャンネル
- ETB 4 – 計画中
- ETB Sat – バスク語とスペイン語による、スペインの他地域・フランス・ヨーロッパ向けの国際チャンネル
- カナル・バスコ – バスク語とスペイン語による、ラテンアメリカ向けの国際チャンネル

### ラジオ
- エウスカディ・イラティア – バスク語によるニュース/トーク番組
- ラジオ・エウスカディ – スペイン語によるニュース/トーク番組
- ラジオ・ビトリア - スペイン語によるビトリア＝ガステイス向けのニュース/トーク番組
- エウスカディ・ガステア – バスク語による若者向けの音楽番組
- EITBイラティア – バスク語とスペイン語による文化/ソフト音楽番組